# سرانییس
سرانییس دهستانی در استان آبیلای اسپانیا است.
در این دهستان ۳۸۹ نفر زندگی می‌کنند. مساحت این دهستان ۲۰٫۶۷ کیلومتر مربع است.